# Florent Mollet
Florent Mollet (* 19. November 1991 in Fontaine-lès-Dijon) ist ein französischer Fußballspieler, der im offensiven Mittelfeld spielt.

## Karriere
Mollet begann in der Jugendabteilung des FCO Dijon. 2012 rückte er in die zweite Mannschaft und spielte noch im selben Jahr für die erste Mannschaft in der Ligue 2. Die Saison 2012/13 spielte er 36 von 38 Ligaspielen. In den Folgesaisons spielte Mollet weniger, weswegen er zur Saison 2015/16 zum Ligakonkurrenten US Créteil wechselte, wo er wieder in 36 von 38 Ligaspielen zum Einsatz kam. Dabei schoss er elf Tore. Im Sommer 2016 wechselte er in die Ligue 1 zum FC Metz. Dort war er zunächst nur als Joker eingeplant. In seiner zweiten Saison in Metz kam er auf etwas mehr Spielzeit. 2018 holte ihn der HSC Montpellier für 2,6 Millionen Euro. Dort hatte er einen Stammplatz im offensiven Mittelfeld. Das Team beendete die Saison auf Platz fünf. Auch in der folgenden Saison war er, bis zum Ligaabbruch der Ligue 1 aufgrund der Corona-Pandemie, gesetzt.
Zur Saison 2022/23 wechselte Mollet in die Bundesliga zum Aufsteiger FC Schalke 04. Er unterschrieb einen Vertrag bis zum 30. Juni 2025. Mitte Januar wechselte er zurück nach Frankreich und schloss sich dem FC Nantes an.